# Râul Lăpușnicul Mic
Râul Lăpușnicul Mic sau Râul Bran este un curs de apă, afluent al Lăpușnicului Mare. 

## Hărți
- Harta județului Hunedoara
- Harta Munților Retezat  Arhivat în 10 iulie 2012, la Wayback Machine.